# Kanalwärterhäuschen (Pasing)

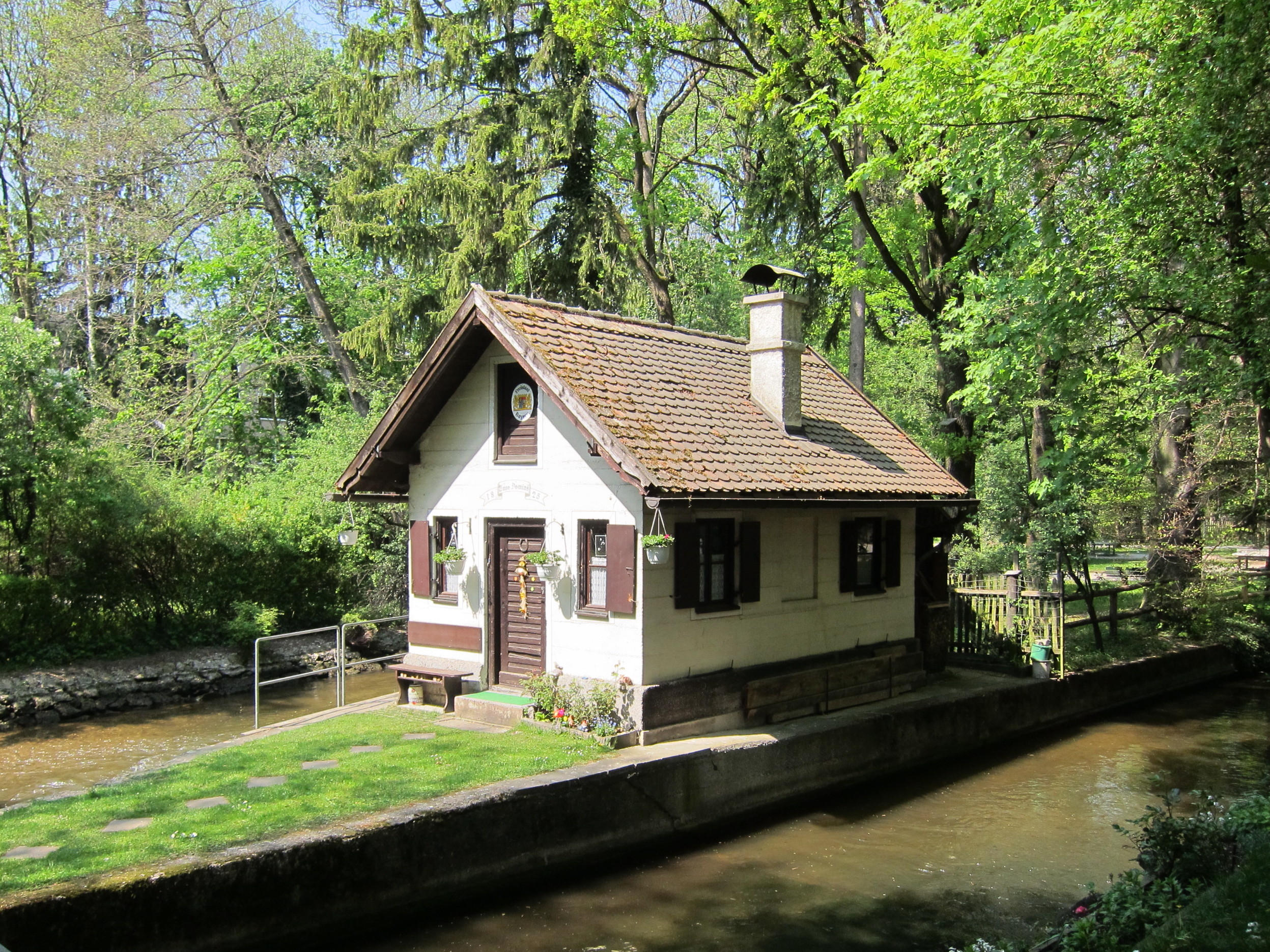
Kanalwärterhäuschen in Pasing

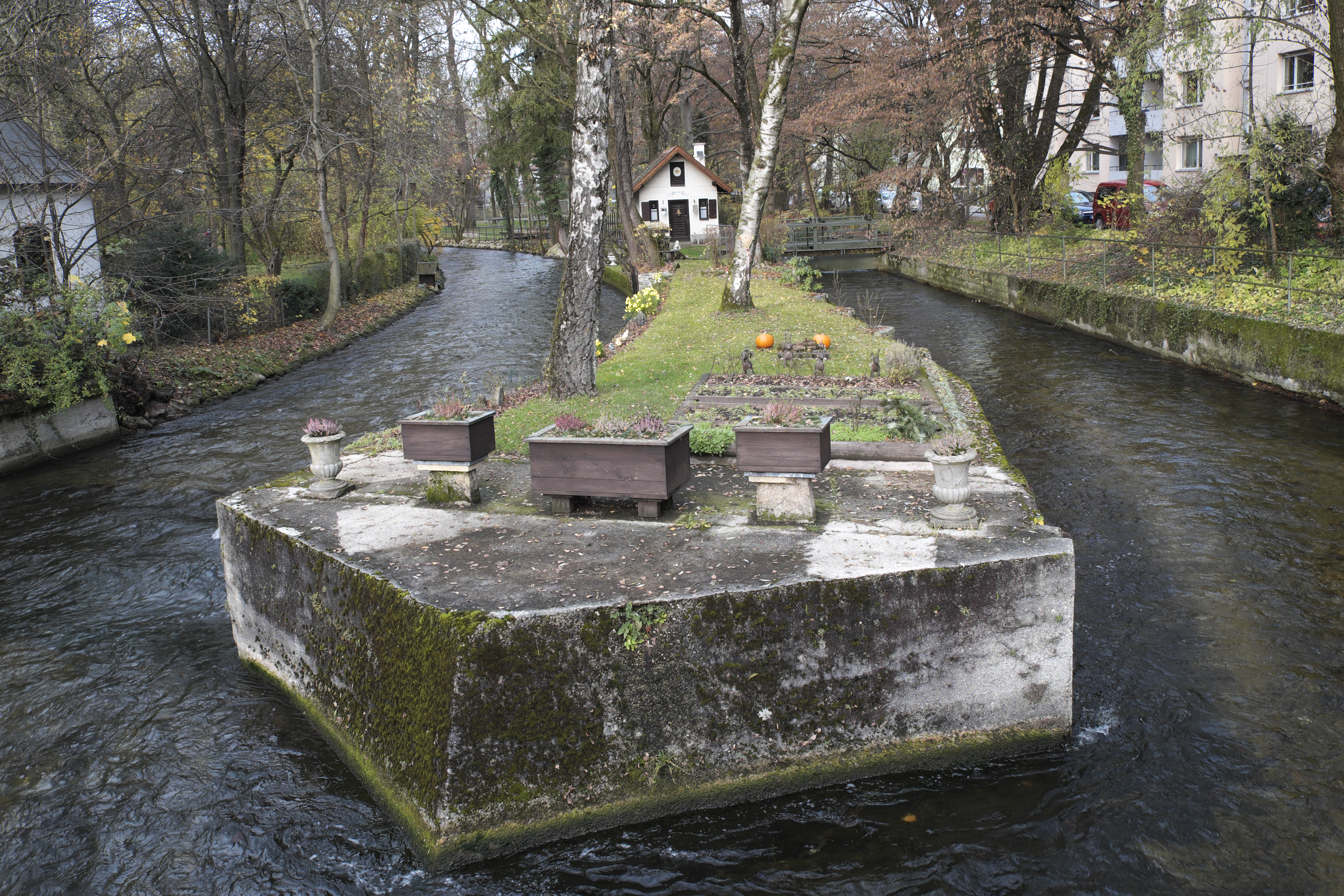
Insel mit Kanalwärterhäuschen

Das Schleusen- bzw. Kanalwärterhäuschen ist ein Wohngebäude im Stadtteil Pasing der bayerischen Landeshauptstadt München. Es ist als Baudenkmal in die Bayerische Denkmalliste eingetragen.

## Lage
Das Kanalwärterhäuschen liegt auf einer Halbinsel zwischen der Würm und dem Nymphenburger Kanal etwa 50 Meter nördlich dessen Abzweigung von der Würm. Es ist vom Manzingerweg aus über eine gegenüber Hausnummer 2 über den Kanal führende Fußgängerbrücke zu erreichen. Schräg gegenüber dem Häuschen liegt am linken Würmufer die ebenfalls denkmalgeschützte Johann-Nepomuk-Kapelle.

## Geschichte
Das Kanalwärterhäuschen hängt mit der Wehranlage zusammen, die die Abzweigung des Nymphenburger Kanals von der Würm reguliert. Die Erbauungszeit des bestehenden Gebäudes ist ungesichert. An der Fassade gibt eine Inschrift zwar „Anno Domini 1825“ an, wahrscheinlich ist der Bau jedoch wesentlich jünger.

## Architektur
Das Kanalwärterhäuschen ist ein kleiner eingeschossiger Bau mit einer Grundfläche von etwa 6 × 4 Metern und nimmt damit fast die gesamte Breite des Raums zwischen Würm und Kanal ein. Der Bau trägt ein Satteldach ohne Dachgauben, aus dem seitlich ein gemauerter Schornstein herausragt.